# Helen Lindes
Helen Lindes Griffiths (Gerona, 17 agosto 1981) è una modella spagnola, eletta Miss Spagna nel 2000.

## Biografia
È stata selezionata come vincitrice del concorso di Miss Spagna nel 2000, concorso durante il quale ha anche ricevuto i riconoscimenti di Miss Internet, Miss Fascino, Miss telegenica, Miss fotogenica e Miss Pepe Jeans. In seguito ha rappresentato la Spagna a Miss Universo 2000, dove si è classificata al terzo posto e si è comunque portata a casa il titolo di Miss Universo Photogenic. Per partecipare a Miss Spagna in precedenza aveva dovuto partecipare al concorso provinciale di Miss Las Palmas 1999, che aveva vinto. Inoltre in precedenza aveva partecipato al concorso Elite Model Look nel 1999.
Dopo il titolo la LIndes è stata protagonista di numerose campagne pubblicitarie internazionali come Avon, El Corte Inglés, Jaguar, L'Oréal, Magnum, Toshiba, Toyota Yaris, Yamamay e Wella ed è comparsa sulle copertine di numerose riviste come Inside Sport (Australia), Femme Actuelle (Francia), Interviú, DT, Summum, Mujer 21, Elle, Must! e Corazón y Salud (Spagna) e Girlfriend (Regno Unito).
Nel febbraio 2010, ha partecipato come concorrente al programma ¡Más Que Baile! nella stazione televisiva Telecinco. Ha partecipato alla campagna pubblicitaria del marchio Nespresso nel 2010, in una breve apparizione al fianco di George Clooney.

## Agenzie
- SS&M Model Management - Barcellona
- Munich Models
- Wiener Models
- Ford Models - New York
- Talents Models
- Model Management - Amburgo
- Success Models
- East West Models
- Flash Model Management - Milano
- Profile Model Agency
- Action Management
- NEXT Model Management - Miami
- Charlotte Fischer Models
- Sweden Models
- MC2 Model Management - Tel Aviv